# ستيف باين (لاعب كرة سلة)
ستيف باين (بالإنجليزية: Steve Payne)‏ (و. 1972  م) هو لاعب كرة سلة أمريكي، ولد في كالوميت بارك، مركز لعبه هو لاعب هجوم صغير الجسم.

## روابط خارجية
- ستيف باين على موقع الدوري الإسباني لكرة السلة (الإسبانية)
- ستيف باين على موقع كرة السلة الأوروبية.كوم (الإنجليزية)
- ستيف باين على موقع كلية كرة السلة في سبورتس رفرنس.كوم (الإنجليزية)
- ستيف باين على موقع بروبوليرز (الإنجليزية)
- ستيف باين على موقع كلية كرة السلة في سبورتس رفرنس.كوم (الإنجليزية)
- ستيف باين على موقع سبورتس رفرنس (الإنجليزية)